# UFC Live: Sanchez vs. Kampmann
UFC Live: Sanchez vs. Kampmann foi um evento de MMA realizado pelo Ultimate Fighting Championship em 3 de março de 2011 no KFC Yum! Center em Louisville, Kentucky.

## Bônus da Noite
Lutadores receberam um bônus de $160,000 pelo prêmio de melhor Luta da Noite e $40,000 pelos prêmios de melhor Nocaute da Noite e Finalização da Noite.
- Luta da Noite:  Diego Sanchez vs.  Martin Kampmann
- Nocaute da Noite:  Shane Roller
- Finalização da Noite:  Brian Bowles